# Rimeta Beniamina

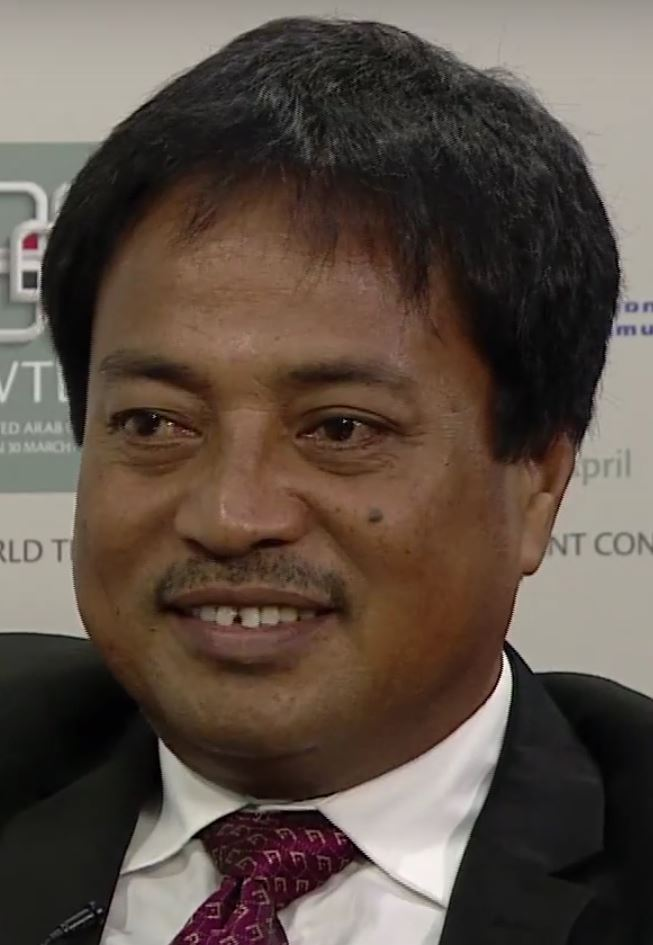
Rimeta Beniamina (2014)

Rimeta Beniamina (* 29. Dezember 1960 auf Nikunau) ist ein kiribatischer Politiker.

## Karriere
Beniamina stammt von der Insel Nikunau. Er erwarb einen Abschluss in Ingenieurwissenschaften am Australian Maritime College und ein Diplom in Tropischer Fischereiwirtschaft an der University of the South Pacific. Dann nahm er eine Stellung in der öffentlichen Verwaltung von Kiribati an und arbeitete in der Überwachung ausländischer Fischereischiffe in den Gewässern von Kiribati und war für die Fischereilizenzen zuständig.
Zum ersten Mal wurde er in den Parlamentswahlen 2002 für den Wahlbezirk Nikunau ins Maneaba ni Maungatabu (englisch House of Assembly) gewählt. Er nahm den Platz seines Vaters Beniamina Tinga ein. Sein Vater war lange Jahre in der Politik tätig und zuletzt Vizepräsident gewesen. Er musste aus Gesundheitsgründen ausscheiden. Er behielt seinen Sitz auch in den vorgezogenen Wahlen von 2003, die durch eine Regierungskrise notwendig geworden waren, und in den Wahlen 2007. Im August 2010, nach dem Zusammenschluss der Parteien Maneaban Te Mauri (deutsch Schützt Maneaba!) und Kiribati Tabomoa, wurde er zum Parteiführer der neuen Partei Karikirakean Te I-Kiribati und zugleich zum Oppositionsführer im Parlament von Präsident Anote Tong. Im Dezember 2010 veranlasste er eine Vertrauensfrage gegenüber der Regierung und beschuldigte den Präsidenten der Misswirtschaft. Die Vertrauensfrage wurde mit 24 zu 19 Stimmen bei drei Enthaltungen abgelehnt.
2011 wurde er wiedergewählt und strebte die Präsidentschaft an. Tetaua Taitai war Kandidat der Partei Karikirakean Te I-Kiribati, Beniamina wechselte zur Partei Maurin Kiribati, die ihn als Präsidentschaftskandidaten ernannte. Er errang den dritten Platz mit 22,8 % der Stimmen.
Daraufhin schlug er sich auf die Seite der Mehrheit im Parlament unter Präsident Anote Tong, der ihn zum Minister für Kommunikation, Transport und Tourismus ernannte. Er war darüber hinaus Vizepräsident der Parlamentskommission zu Fragen des Klimawandels, einer der Hauptfragen in der Amtszeit von Tong. Auch 2016 konnte er seinen Sitz verteidigen als Mitglied der Partei Boutokaan te koaua, der vormaligen Regierungspartei. Er wurde vom Parlament erneut als Präsidentschaftskandidat aufgestellt.